# Trarilonco

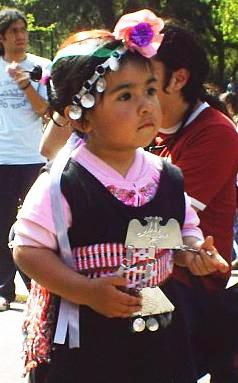
Niña representando el traje y joyas de una mujer mapuche. Alrededor de la cabeza lleva puesto un trarilonco y sobre su pecho, un trapelacucha.

Un trarilonco (del mapudungún trarilongko: "ata-cabeza"), es un cintillo usado por los indígenas mapuches. La pieza adquiere valor dependiendo del material que se emplee en la fabricación. La pieza es usada por ambos sexos, pero se hace de materiales diferentes en cada caso. Las mujeres usan una cadena de plata provista en toda su extensión de colgantes discales; los discos pueden ser monedas pulidas o ser discos de metal lisos o con diseños. Por su parte, los trariloncos usados por los hombres son de lana de oveja, con diseños geométricos y menos frecuentemente con figuras de aves u otros animales. En los deportes propios, los participantes lo llevan con un color distintivo para diferenciar los equipos, como en el linao, el palín y el pillmatún.